# Rijksweg 16
Rijksweg 16, ook wel A16 is een rijksweg uitgevoerd als autosnelweg in Nederland. De A16 vormt een belangrijke verbinding tussen Rotterdam en België. De weg begint in Rotterdam-Oost bij knooppunt Terbregseplein en loopt via Dordrecht en Breda naar België ter hoogte van Hazeldonk. Daarbij moet de snelweg drie brede waterwegen passeren: de Nieuwe Maas (over de Van Brienenoordbrug), de Oude Maas (door de Drechttunnel) en het Hollands Diep (over de Moerdijkbrug).
De gehele A16 valt ook onder de E19 van Amsterdam naar Parijs.

## Geschiedenis
Enkele punten uit geschiedenis van de A16 in chronologische volgorde.
- 1953 – Het wegvak Moerdijkbrug - Zevenbergen werd geopend.
- 1955 – Opening Zevenbergen - Breda.
- 1971 – Opening van het traject Breda - België.
- 1977 – De Drechttunnel werd geopend.
- 1990 – De tweede Van Brienenoordbrug werd geopend.
- 2005 – Het traject knooppunt Klaverpolder en knooppunt Galder werd in beide richtingen verbreed naar 2x3 rijstroken.
- 2011 – Proef met verhoging van de maximumsnelheid, buiten de spits, naar 130 km/u op het traject Moerdijkbrug - Breda.[3]
- 2012 – De maximumsnelheid op het traject Moerdijkbrug - knooppunt Zonzeel wordt verlaagd naar 120 km/u.[4]
- 2013 – Op het traject Moerdijkbrug - knooppunt Zonzeel wordt de maximumsnelheid opnieuw verhoogd naar 130 km/u. Samen met het traject knooppunt Galder - België.[5]
- 2020 – Net als in de rest van Nederland werd in maart de maximumsnelheid tussen 6 uur en 19 uur op de gehele A16 naar 100 km/u verlaagd.[6] Ook werd de vernieuwde aansluiting met de N3 en de parallelrijbaan tussen Dordrecht-Zuid en de Moerdijkbrug geopend voor het verkeer.[7]
- 2021 – Op 5 oktober werd de aansluiting 19 Dordrecht-Willemsdorp richting Breda geopend voor het bedrijventerrein DistriPark.[8]
- 2023 - op 9 oktober 2023 werd stukje snelweg A16 tussen Rotterdam Airport en Bergschenhoek geopend als N209.De stukje snelweg werd ingericht als een autoweg met 1x1 en een aansluiting 29. De maximumsnelheid is 70 km/u

### Stamweg
Oorspronkelijk was het plan om rijksweg 16 noordelijk van het Terbregseplein door te trekken, oostelijk langs Zoetermeer en Leiden, westelijk langs Hoofddorp, oostelijk langs Haarlem en vervolgens westelijk van Assendelft en oostelijk om Alkmaar en Schagen, om bij de Van Ewijksluis in de kop van Noord-Holland te eindigen op rijksweg 9, de huidige N99. Deze grote rijksweg 16, ook wel de Stamweg genoemd, is echter in de jaren 70 van de tekentafel verdwenen. De enige overblijfselen van deze grote plannen voor rijksweg 16 zijn de Wijkertunnel in de A9 en de N205 in de Haarlemmermeer.

### Ongevallen
Er hebben zich op de A16 meerdere mistrampen voorgedaan. Een van de ernstigste ongevallen was de verkeersramp bij Prinsenbeek op 25 augustus 1972. Bij dit ongeval vielen 13 doden en 26 gewonden. Op de zonnige augustusochtend in 1972 hingen er dichte mistbanken in het lage land rond Breda. Op de A16 Rotterdam-Breda ontstond ter hoogte van Prinsenbeek een kleine aanrijding, waarvoor de achteropkomers (met name vrachtauto's) niet meer op tijd konden remmen. Over een grote afstand en op beide rijbanen reden voertuigen op elkaar in. Er ontstonden felle branden.
Een tweede grote kettingbotsing in de mist heeft zich voorgedaan op 6 november 1990. Hierbij vielen 8 doden en 27 gewonden. Rond 9 uur in de ochtend hing een dichte mist vlak boven de A16 ten westen van Breda. Een kwartier lang ging het goed terwijl het verkeer met de dichte mist te maken had, maar tussen 9.15 en 9.20 uur botsten op beide rijbanen tegelijk talloze auto's en vrachtwagens op elkaar.

### Afbeeldingen

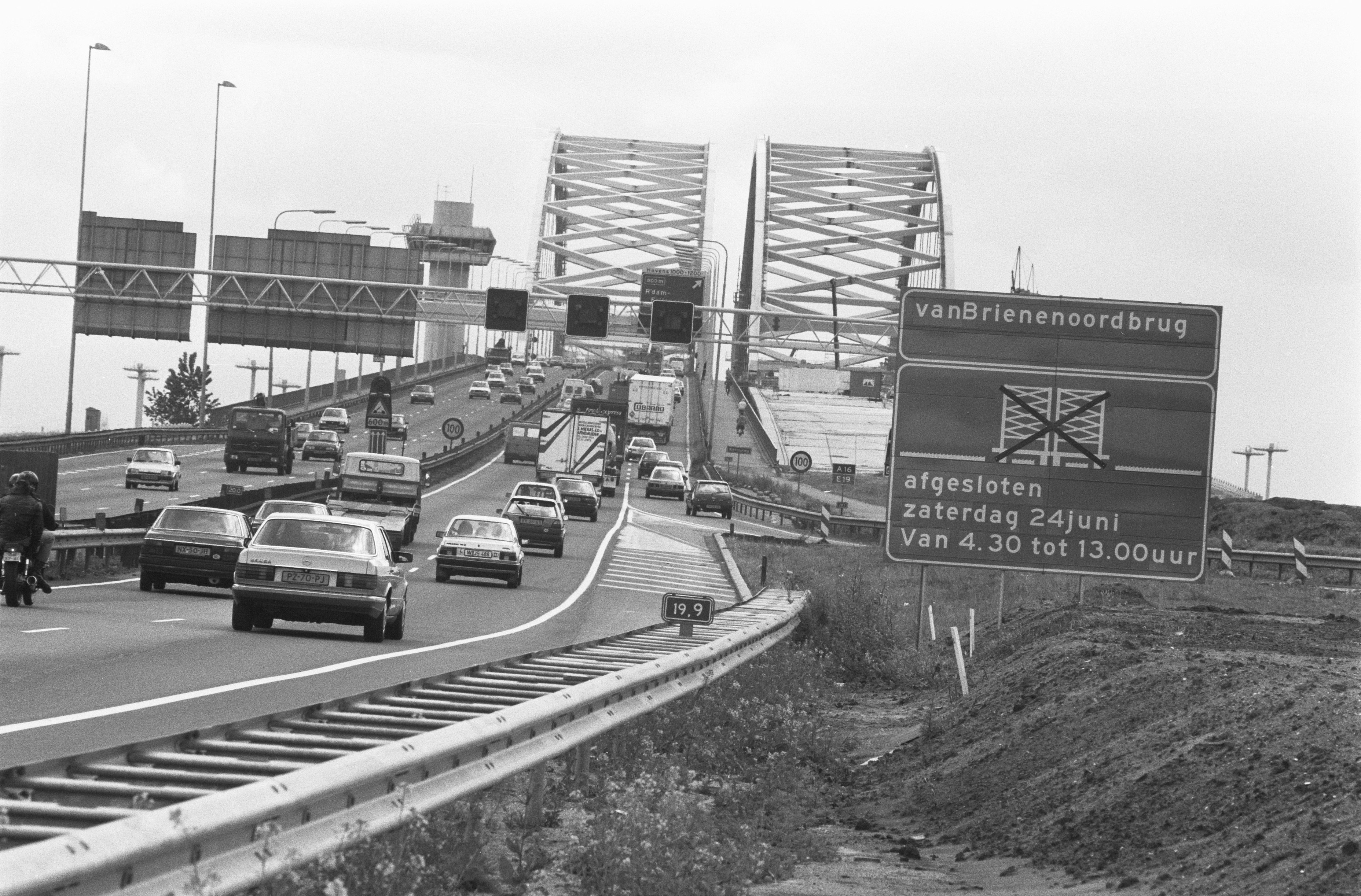
Van Brienenoordbrug anno 1989.
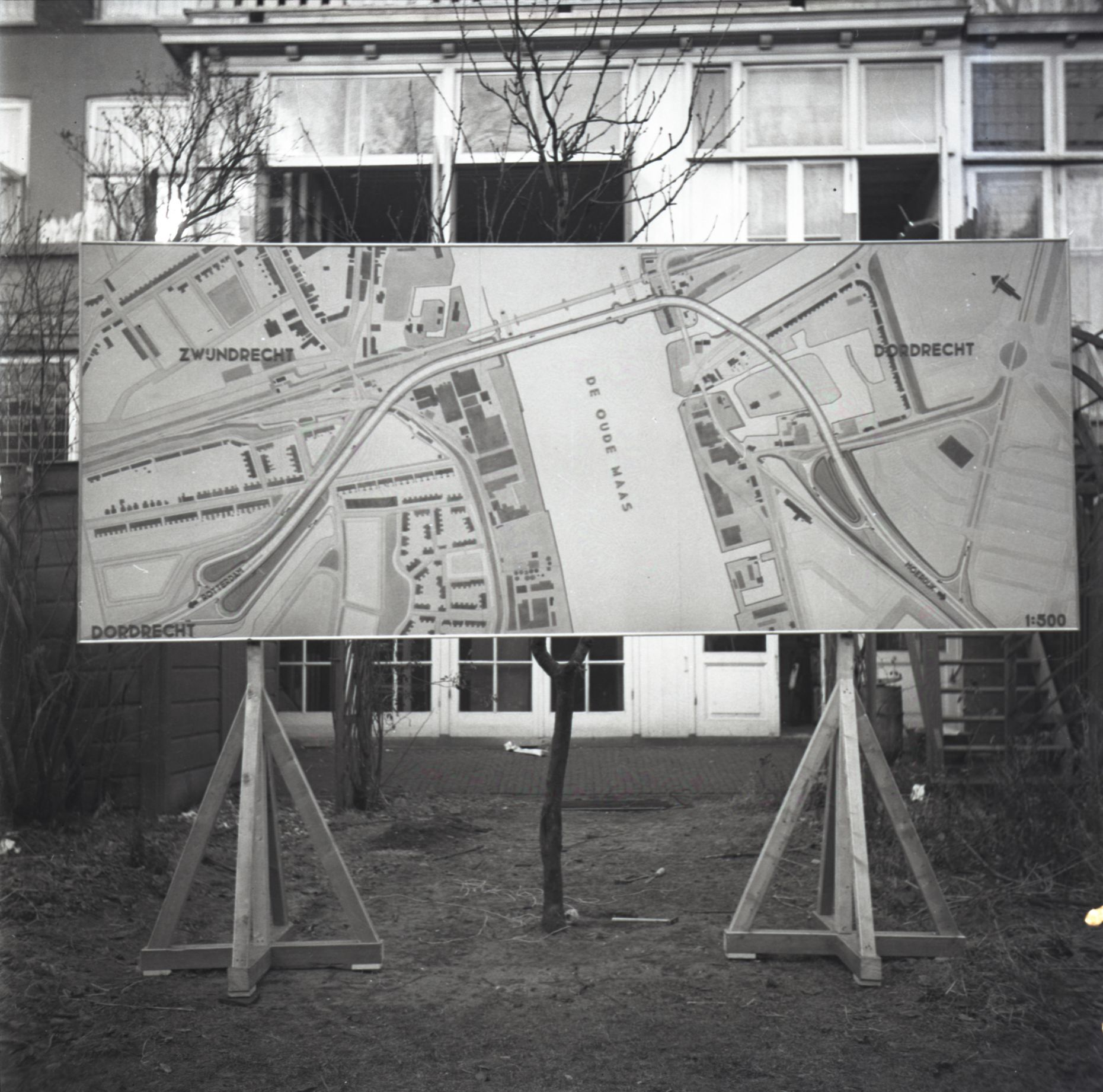
Ontwerptekening van de brug bij Dordrecht.
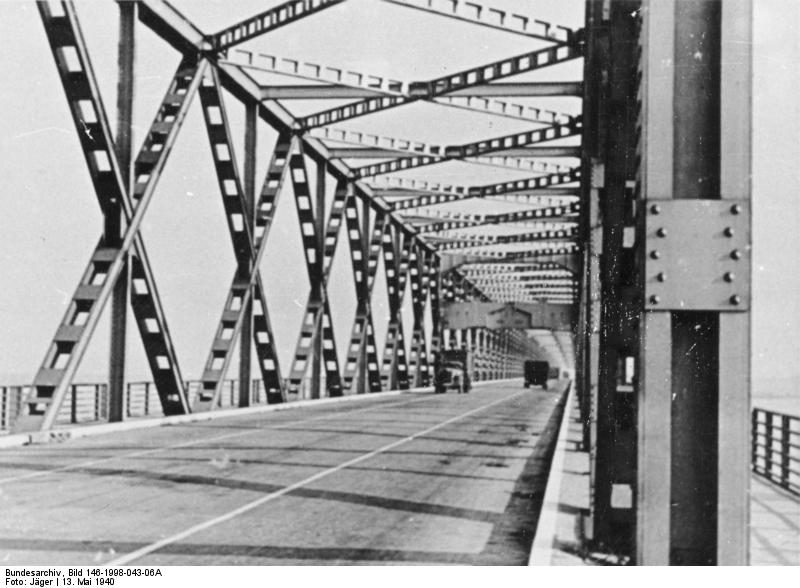
Moerdijkbrug anno 1940.

## Toekomst
Verlenging
Tussen 2019 en 2026 wordt de A16 vanaf knooppunt Terbregseplein, via de noordkant van Rotterdam, doorgetrokken naar de A13. De verlengde A16 zal deels in een 1,5 kilometer lange tunnel half verdiept in het Lage Bergse Bos aangelegd worden. Tevens zullen er twee nieuwe aansluitingen gerealiseerd worden bij de N471 en Ankie Verbeek-Ohrlaan/N209. De aansluiting Prins Alexander wordt 'volledig' gemaakt met een toe- en afrit richting/vanuit het noorden.
Het project ging jarenlang door het leven onder de naam A13/A16. Rijkswaterstaat gaf eind 2015 aan dat het een verlenging van rijksweg 16 zal worden en vroeg om voortaan deze naam te gebruiken.
Het doel van de verlenging is het verminderen van de verkeersintensiteiten en files op de A20 en de Molenlaan in Rotterdam-Hillegersberg. Op 1 februari 2019 is de bouw van start gegaan.

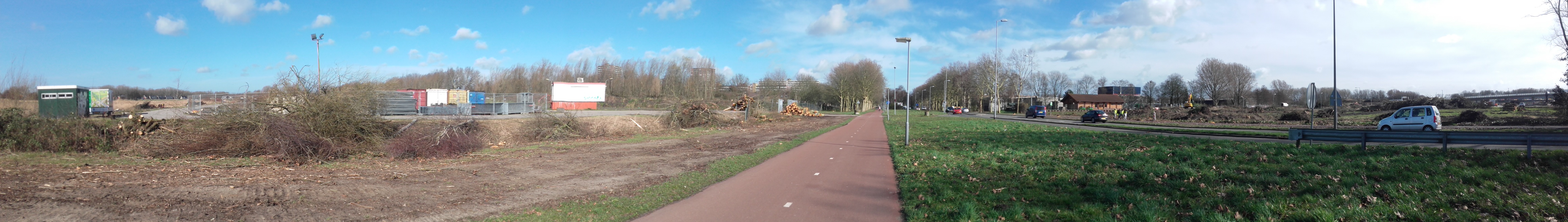
Voorbereidende werkzaamheden t.h.v. de President Rooseveltweg in Rotterdam (maart 2019).

## Weginrichting

### Maximumsnelheid en rijstroken
| Traject                                   | Rijstroken    | Vmax                |
| ----------------------------------------- | ------------- | ------------------- |
| Rotterdam Airport - Bergschenhoek         | 2 x 1         | als                 |
| Knooppunt Terbregseplein - Kralingen      | 2 x 5         |                     |
| Kralingen - Ridderkerk-Noord              | 2 + 3 + 3 + 2 |                     |
| Knooppunt Ridderkerk-Noord - Drechttunnel | 2 x 4         |                     |
| Drechttunnel - Dordrecht-Centrum          | 2 + 2 + 2 + 2 |                     |
| Dordrecht-Centrum - Dordrecht             | 2 x 3         |                     |
| Dordrecht - Knooppunt Klaverpolder        | 2 x 3         | 6-19 uur: 19-6 uur: |
| Knooppunt Klaverpolder - Knooppunt Galder | 2 x 3         | 6-19 uur: 19-6 uur: |
| Knooppunt Galder - België                 | 2 x 2         | 6-19 uur: 19-6 uur: |

### Afritnummering
Het wegvak tussen de knooppunten Galder en Princeville heeft twee nationale routenummers toegewezen gekregen, te weten A16 en A58. Om de afritnummers in correcte volgorde te houden zijn de afritnummers van de A58 komende vanuit de richting Tilburg doorgenummerd over het stuk waar deze weg samenloopt met de A16.
Daarna wordt er op de A16 in de richting van de Belgische grens teruggeteld tot 14. Op deze manier heeft de weggebruiker op het Nederlandse gedeelte geen last van verspringende afritnummers op het stuk weg dat dubbel is genummerd. Andere locaties waar dit gebeurt zijn bijvoorbeeld de A67 en A2 bij Eindhoven.

### Viaduct A16

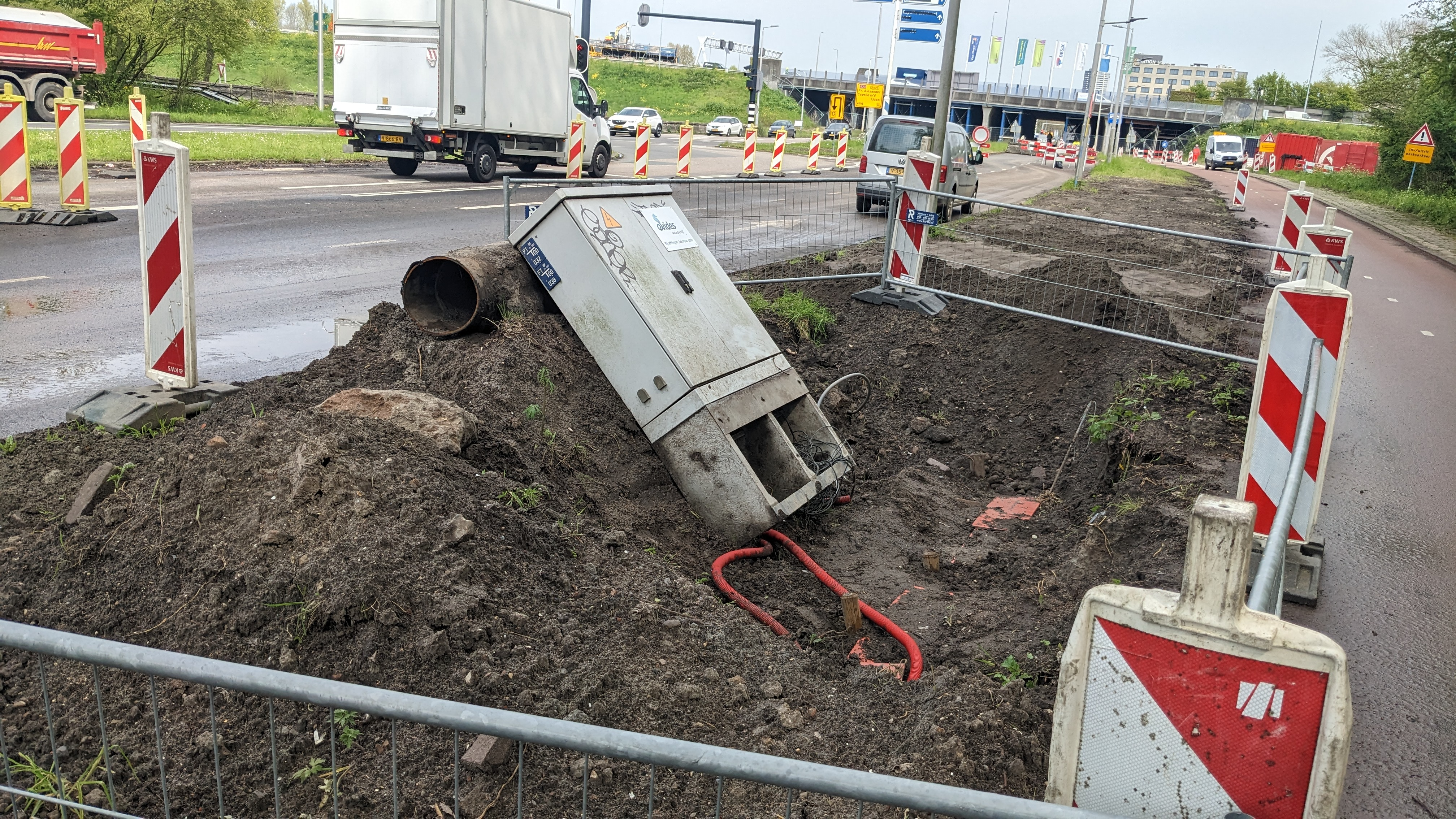
Voorbereidende werkzaamheden Hoofdweg; het gestutte viaduct op de achtergrond (2023)

Het viaduct A16 is een viaduct van de Rijksweg 16 over de Hoofdweg (S109) in Rotterdam-Noord gelegen direct ten zuiden van Knooppunt Terbregseplein. Het viaduct werd in 1966 gebouwd. In 2021 bleek bij onderzoek dat de constructie niet goed was en uit veiligheidsoverwegingen volledig vervangen diende te worden. Er werden uitgebreide tijdelijke ondersteuningswerken aangebracht en de Hoofdweg is nog slechts in een richting berijdbaar.
Voor de sloop van het oude viaduct en de bouw van het nieuwe viaduct wordt in 2023 de A16 tijdelijk tientallen meters verlegd, en zijn de op- en afritten 'Prins Alexander' voor twee jaar niet te gebruiken. Naar verwachting is eind 2025 het nieuwe viaduct gerealiseerd.

## File top 50
Een aantal locaties van de A16 komen en kwamen voor in de file top 50. Een leeg vak betekent dat de desbetreffende locatie niet voorkwam in de file top 50.
| Locatie                             | 2017 | 2016 | 2015 | 2014 | 2013 | 2012 | 2011 | 2010 |
| ----------------------------------- | ---- | ---- | ---- | ---- | ---- | ---- | ---- | ---- |
| Terbregseplein (richting Rotterdam) | 26   | 24   | 4    | 4    | 4    | 8    | 14   | 19   |
| 's-Gravendeel (richting Rotterdam)  | 44   |      |      | 27   |      |      |      |      |
| Klaverpolder (richting Breda)       |      |      |      | 30   |      |      |      |      |
| 's-Gravendeel (richting Breda)      |      |      |      | 34   |      |      |      |      |
| Ridderkerk-Noord (richting Breda)   | 14   | 23   | 17   | 39   | 47   |      |      |      |

## Afbeeldingen

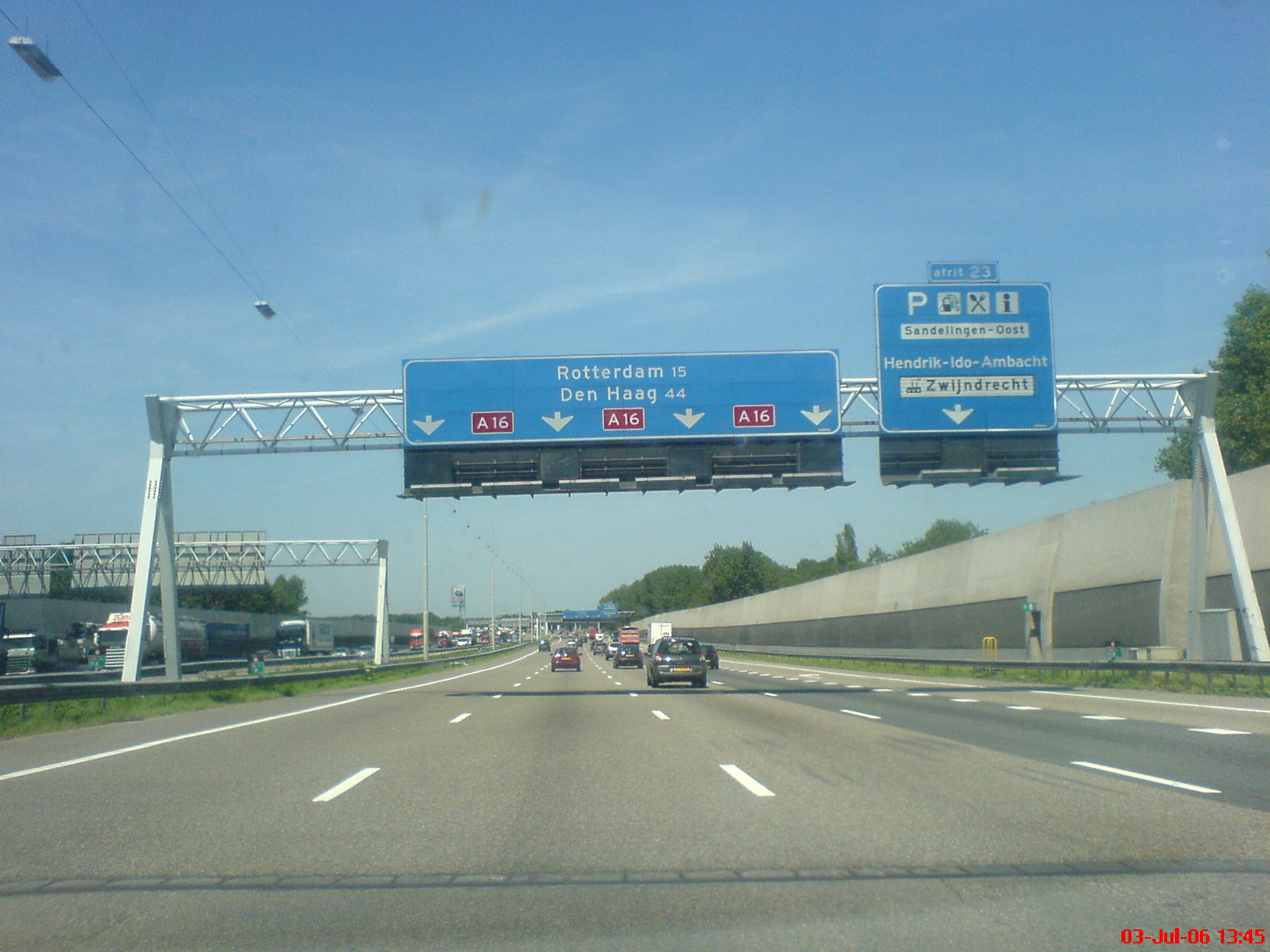
A16 nabij Hendrik-Ido-Ambacht anno 2006.
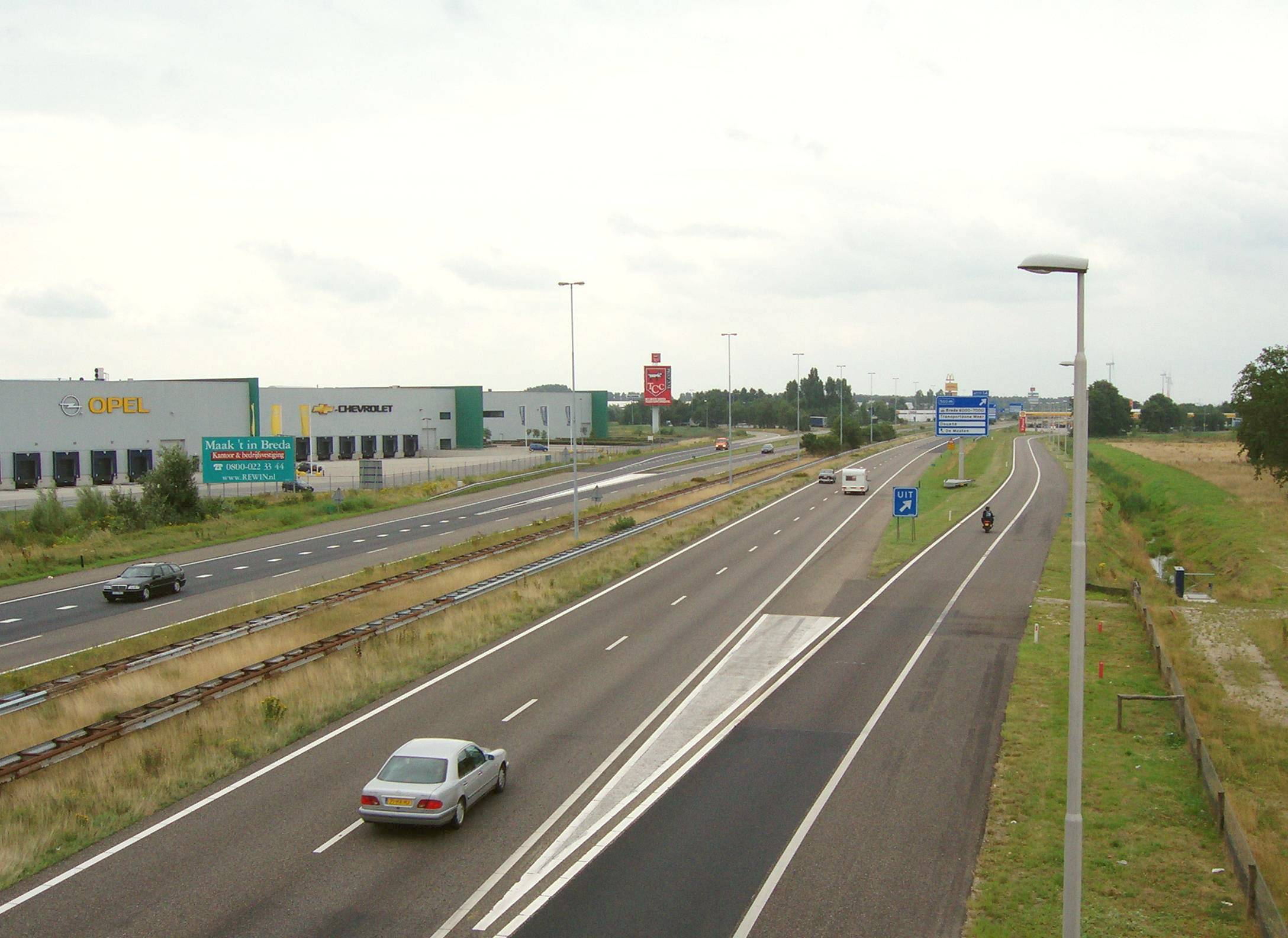
Nabij Hazeldonk anno 2005.
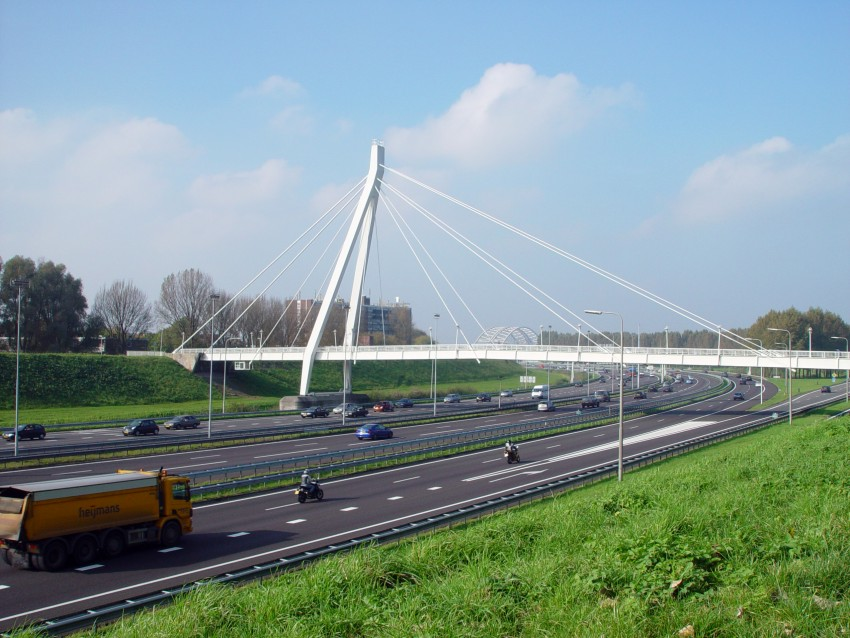
Voetgangersbrug geïnspireerd op de Erasmusbrug over de A16 nabij Rotterdam anno 2008.
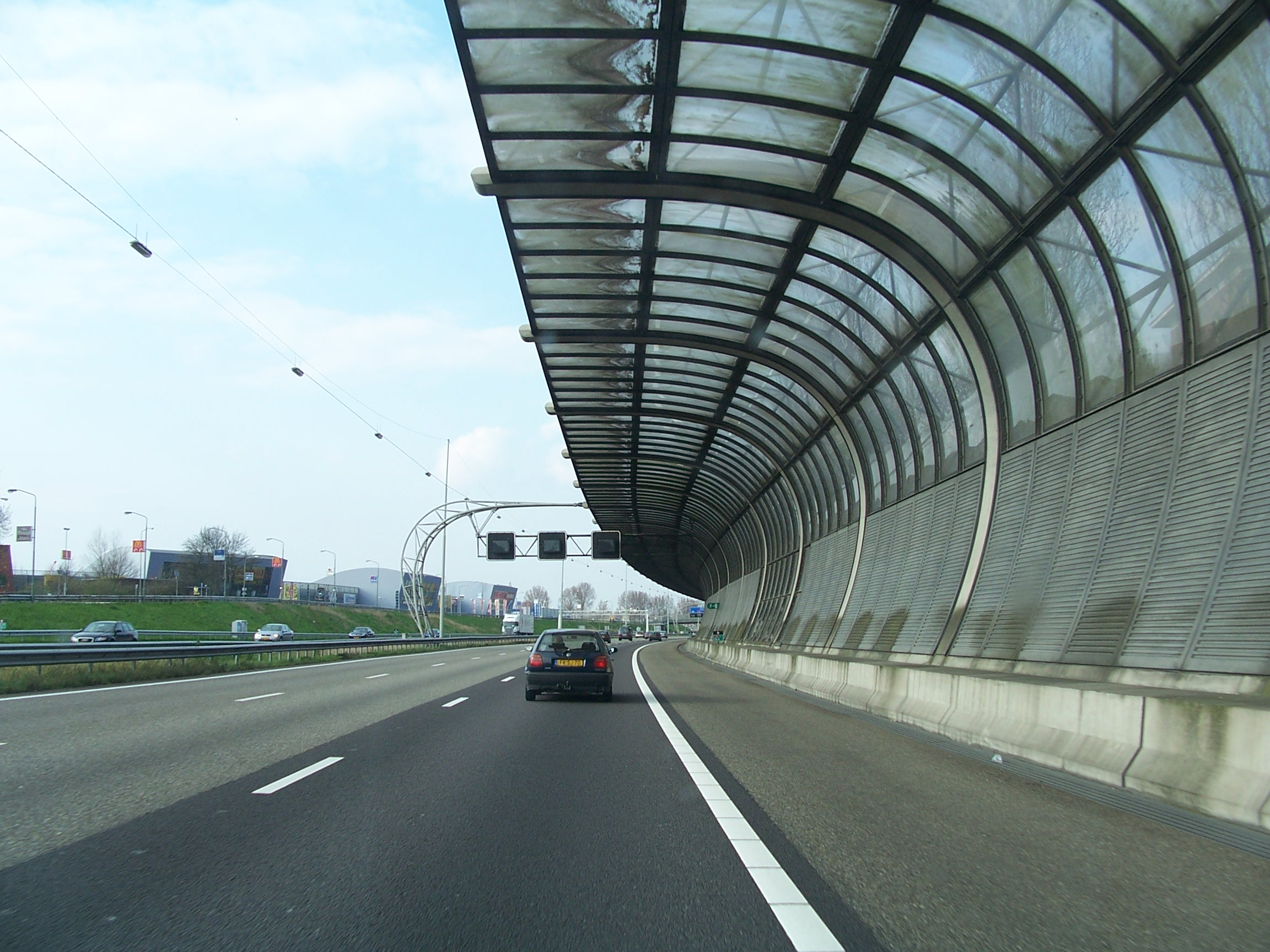
Geluidswal ter hoogte van Dordrecht anno 2007.
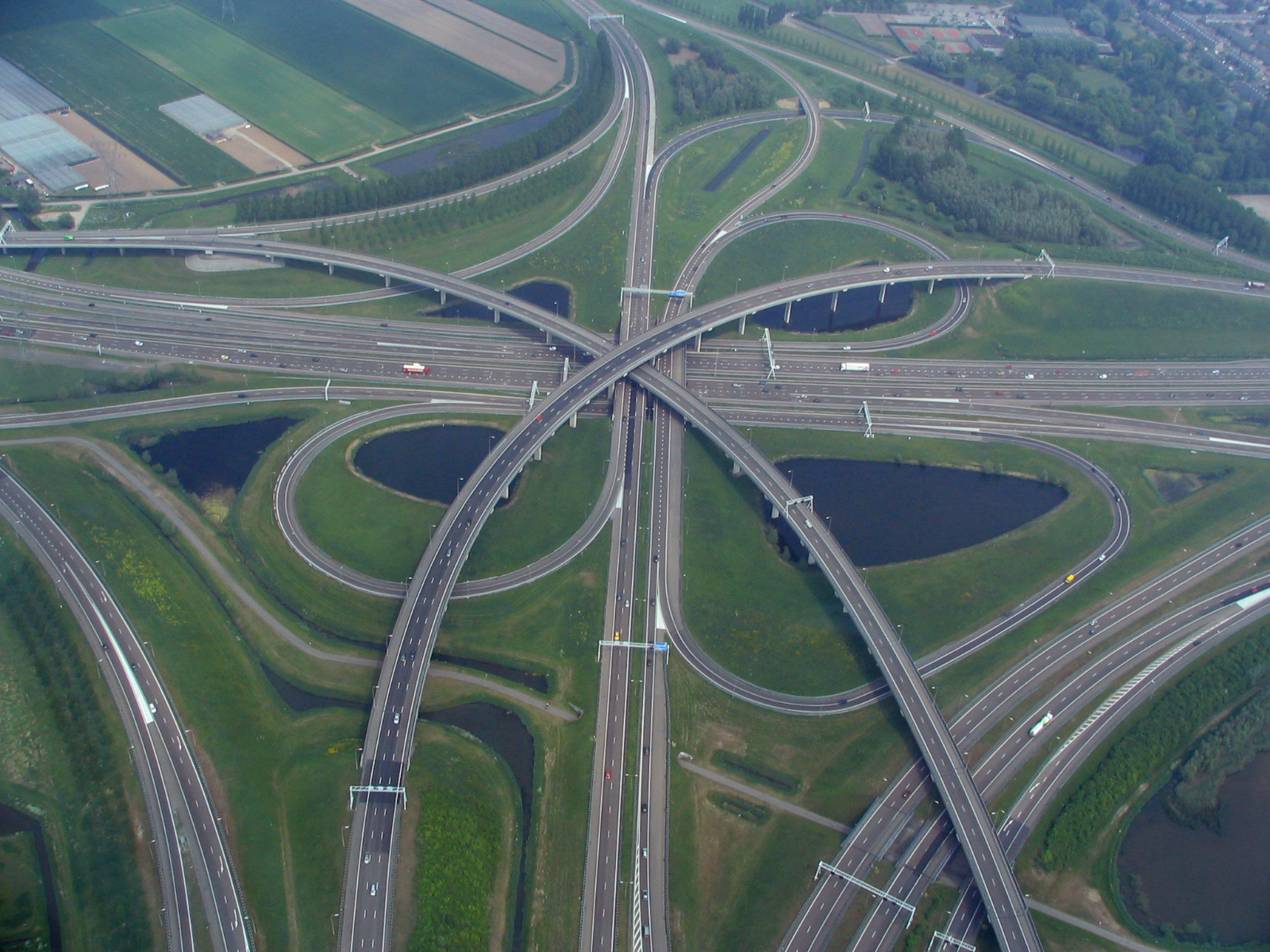
Knooppunt Ridderkerk anno 2006.